# Schoudervulling

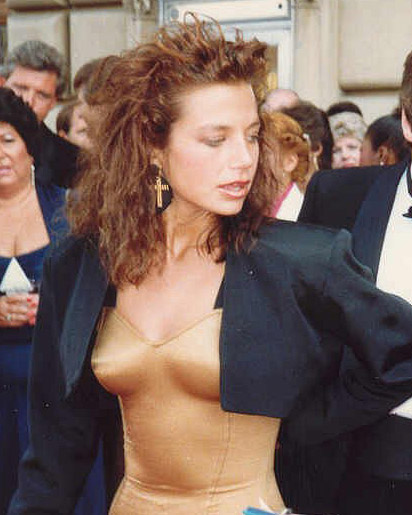
Justine Bateman in 1987 met schoudervulling.

Schoudervulling is een opvulling van dames- en herenkleding bij de schouders. Door het gebruiken van schoudervulling lijken de schouders breder en krijgt de kleding een betere pasvorm.
In de jaren 80 van de 20e eeuw waren schoudervullingen erg populair.